# Пивторак, Григорий Петрович
Григорий Петрович Пивторак (укр. Григорій Петрович Півторак; 14 июня 1935 года, село Корытище, ныне Недригайловского района Сумской области) — советский и украинский лингвист, доктор филологических наук с 1990 года, профессор с 1992 года, член-корреспондент НАН Украины с 1997 года, академик с 2009 года. Член редколлегии и один из авторов энциклопедии «Украинский язык». Заместитель академика-секретаря Отделения литературы, языка и искусствоведения НАН Украины (с 2004). Глава специального учёного совета по защите диссертаций при Институте языкознания им. А. А. Потебни НАН Украины (с 2007 года). Основатель и глава Украинской ассоциации белорусистов (с 1991), заместитель главы Международной ассоциации белорусистов. Лауреат премии им. И. Я. Франко НАН Украины (1995), премии президентов академий наук Украины, Беларуси и Молдовы (2003), премии им. А. А. Потебни НАН Украины (2010). Заслуженный деятель науки и техники Украины (2011).
Автор свыше 250 работ по истории и диалектологии восточнославянских языков, этно- и глоттогенезу восточнославянских племен, проблемам возникновения письменности у восточных славян и украинско-белорусских языковых связей, истории белорусского языка, исторической грамматике белорусского языка, культуре речи.

## Биография
Родился 14 июня 1935 года в селе Корытище, ныне Недригайловского района Сумской области.
В 1959 году закончил Полтавский государственный педагогический институт им. В. Г. Короленко по специальностям «украинский язык и литература» и «история». Учился в аспирантуре Института языкознания имени А. А. Потебни по специальности «белорусский язык» (1961—1964 годы). В 1965 году защитил кандидатскую диссертацию. С 1964 года работает в Институте языкознания НАН Украины (младший, с 1978 года — старший, с 1991 — ведущий научный сотрудник, с 1998 — заведующий отделом общеславистической проблематики и восточнославянских языков). В 1990 году защитил докторскую диссертацию.
Работает также в сфере литературоведения и художественного перевода.

## Основные работы

### Монографии
- «Морфология инфинитива в восточнославянских языках» (1974).
- «Историческая типология славянских языков: Фонетика, словообразование, лексика и фразеология» (1986; соавтор).
- «Формирование и диалектная дифференциация древнерусского языка» (1988).
- «Культура украинской речи» (1990; соавтор).
- «Украинцы: откуда мы и наш язык» (1993).
- «Очерки белорусско-украинских литературных связей» (2003; автор предисловия, переводчик).
- «Происхождение украинцев, русских, белорусов и их языков: Мифы и правда о трех братьях славянских из „общей колыбели“» (2001, 2-е изд. — 2004).
- «Институту языкознания им. А. А. Потебни НАН Украины — 75. 1930—2005: Материалы по истории» (2005; соавтор).

Диссертации
- Пивторак, Григорий Петрович. История инфинитива в белорусском языке : диссертация ... кандидата филологических наук : 10.00.00. - Минск, 1964. - 338 с.
- Пивторак, Григорий Петрович. Формирование и диалектная дифференциация восточнославянского этноязыкового ареала до XIII века : Историко-фонетический очерк : диссертация ... доктора филологических наук : 10.01.01 / АН УССР. Ин-т языковедения им. А. А. Потебни. - Киев, 1989. - 474 с.

### Словари
- «Этимологический словарь украинского языка» (в 7 т.; издается с 1982; сосоставитель и соредактор).
- «Украинский язык: Энциклопедия» (2000, 3-е изд. — 2007; соавтор, член редколлегии).
- «Белорусско-украинский словарь» (2006; сосоставитель, ответственный редактор).
- «Украинский орфографический словарь» (2009; член редколлегии).

### Учебные пособия
- «Белорусский язык» (1997).

### Статьи
- Происхождение украинского народа и украинского языка // Вісник НАН України. — 1996. — № 9-10. — С. 16-21.
- Языковая ситуация в Киевской Руси и её влияние на древнерусскую периферию // «Мовознавство». — 1997. — № 4 / 5. — С. 3-10.
- Падение редуцированных Ъ, Ь и его влияние на формирование фонологических систем славянских языков // Мовознавство. — 1998. — № 2-3. — C. 3-14.
- Государственный язык в Великом княжестве Литовском и проблема разграничения украинских и белорусских литературных памятников // Мовознавство. — 2005. — № 3-4. — С. 80-84.
- Украинско-южнославянские лексические параллели как источник реконструкции ранней истории славянских племен // Мовознавство. — 2008. — № 2-3. — С. 13-23.
- Некоторые методологические проблемы исследования этно-и глоттогенеза восточных славян на современном этапе // Мовознавство. — 2010. — № 2-3. — С. 8-29.
- Белорусское языкознание на Украине за 50 лет советской власти // Мовознавство. 1969. № 1. С. 15-20.
- К вопросу об украинско-белорусском языковом взаимодействии донационального периода: (Достижения, задачи и перспективы исследований) / / Мовознавство. 1978. № 3. С. 31-40.
- Истоки белорусского языка: новая концепция. О проблеме «Беларусь между Украиной и Россией» // Беларусика — Albaruthenika-6. Минск, 1997. С. 329—334.